# (1600) Vyssotsky
(1600) Vyssotsky – planetoida należąca do wewnętrznej części pasa głównego asteroid okrążająca Słońce w ciągu 2 lat i 188 dni w średniej odległości 1,85 au. Została odkryta 22 października 1947 roku w Obserwatorium Licka na Mount Hamilton przez Carla Wirtanena. Nazwa planetoidy pochodzi od Emmy Vyssotsky, amerykańskiej astronom, żony Alexandra Vyssotsky'ego. Przed nadaniem nazwy planetoida nosiła oznaczenie tymczasowe (1600) 1947 UC.